# صموئيل جونستون (رجل أعمال)
صموئيل جونستون (بالإنجليزية: Samuel Johnston)‏ هو شخصية أعمال أسترالي، ولد في 1840، وتوفي في 10 نوفمبر 1924.